# Elnaz Baghlanian
Elnaz Baghlanian, född 1982 i Shiraz, Iran är en svensk redaktör och skribent. Hennes debutbok Prologer utkom på Albert Bonniers förlag 2021.
Hon bor i Stockholm och arbetar som verksamhetschef på Författarcentrum Öst. Hon är chefsredaktör för Dissidentbloggen och var tidigare redaktör för Svenska PEN.

### Medverkande
2016 - Bildning: då, nu, sen. Bokförlaget Atlas. 

## Priser och utmärkelser
- Samfundet De Nios Julpris 2021[3]